# ماتي لياو
ماتي لياو Matte Leão هي شركة وعلامة تجارية برازيلية في الشاي.
تملكها شركة كوكا كولا.